# Liriomyza americana
Liriomyza americana este o specie de muște din genul Liriomyza, familia Agromyzidae, descrisă de Ignaz Rudolph Schiner în anul 1868. Conform Catalogue of Life specia Liriomyza americana nu are subspecii cunoscute.